# Federico Magallanes
Gerardo Federico Magallanes González (født 28. august 1976 i Montevideo, Uruguay) er en tidligere uruguayansk fodboldspiller (angriber).
Magallanes karriere var omtumlet, og bestod af en lang række kortvarige ophold hos klubber både i hjemlandet og i Europa. Af hans klubber kan blandt andet nævnes Peñarol i hjemlandet, som han vandt tre uruguayanske mesterskaber med, italienske Atalanta og spanske Real Madrid og Racing Santander.
Magallanes spillede mellem 1995 og 2002 26 kampe og scorede seks mål for Uruguays landshold. Han var med i truppen til VM i 2002 i Sydkorea og Japan. Her spillede han én af uruguayanernes tre kampe i turneringen, hvor holdet blev slået ud efter det indledende gruppespil. Han var med landsholdet også med til at vinde sølv ved Copa América i 1999, hvor han blandt andet spillede hele kampen i finalenederlaget mod Brasilien.

## Titler
Primera División Uruguaya
- 1994, 1995 og 1996 med Peñarol